# Josh Boone (regista)
Josh Boone, all'anagrafe Josh Sidney Boone (Virginia Beach, 5 aprile 1979), è un regista e sceneggiatore statunitense.

## Biografia
Prima di scrivere e dirigere il suo primo lungometraggio, la commedia Stuck in Love con Kristen Bell, del 2012, Boone ha scritto sceneggiature per una decina d'anni mentre lavorava da DB Cooper's, un negozio di dischi a Burbank, in California. Nel settembre 2014, esce Colpa delle stelle, basato sul romanzo di John Green, che racconta la storia dell'amore tra due adolescenti malati di cancro.

## Filmografia

### Cinema

#### Regista
- Stuck in Love (2012)
- Colpa delle stelle (The Fault in Our Stars) (2014)
- The New Mutants (2020)

#### Sceneggiatore
- Stuck in Love, regia di Josh Boone (2012)
- All We Had, regia di Katie Holmes (2016)
- Pretenders, regia di James Franco (2018)
- The New Mutants, regia di Josh Boone (2020)

#### Produttore
- All We Had, regia di Katie Holmes (2016)
- Cardboard Boxer, regia di Knate Lee (2016)
- The Cat and the Moon, regia di Alex Wolff (2019)

### Televisione

#### Regista
- L'ombra dello scorpione - miniserie televisiva (2020)

#### Sceneggiatore
- L'ombra dello scorpione - miniserie televisiva (2020)

#### Produttore
- L'ombra dello scorpione - miniserie televisiva (2020)